# Згорній Каменщак
Згорній Каменщак (словен. Zgornji Kamenščak) — поселення в общині Лютомер, Помурський регіон, Словенія. Висота над рівнем моря: 257,9 м.